# Edyta Piasecka
Edyta Piasecka – polska śpiewaczka operowa (dramatyczny sopran koloraturowy), specjalizująca się w partiach belcantowych i lirico-spinto, wykonująca muzykę oratoryjną i cykle pieśni, wykonuje także repertuar operetkowy.

## Życiorys
Ukończyła studia na Wydziale Wokalno-Aktorskim Akademii Muzycznej w Krakowie.
Brała udział w wielu kursach mistrzowskich, m.in. w Bachakademie u Anny Reynols, a także u Antoniny Kaweckiej, Christiana Elsnera, Alison Pears, Ryszarda Karczykowskiego, Izabeli Kłosińskiej.
Zadebiutowała, będąc na 3. roku studiów, partią Królowej Nocy w Czarodziejskim flecie W.A. Mozarta w Operze Krakowskiej (pod dyr. Kaia Bumanna).
W 1997 roku nawiązała współpracę z Operą Dolnośląską we Wrocławiu, gdzie zaśpiewała m.in. Rozynę w Cyruliku sewilskim G. Rossiniego.
W 1999 roku została solistką Opery Krakowskiej, gdzie oprócz Rozyny wykonywała partie: Neddy w Pajacach R. Leoncavalla, Hanny w Strasznym Dworze S. Moniuszki, Łucji w Łucji z Lammermoor G. Donizettiego, Koraliny w Torreadorze T. Adama, Violetty w Traviacie oraz Gildy w Rigoletcie G. Verdiego, Zofii w Halce S. Moniuszki, Fiordiligi w Così fan tutte, Królową Nocy w Czarodziejskim flecie W.A. Mozarta oraz Rozalindy w Zemście nietoperza J. Straussa.
W 2003 roku po raz pierwszy zaśpiewała w Teatrze Wielkim w Warszawie (rola Hrabiny di Folleville w polskiej prapremierze Podróży do Reims G. Rossiniego, pod dyrekcją Alberta Zeddy w reżyserii Tomasza Koniny, u boku m.in. Ewy Podleś i Rockwella Blake’a). Na scenie warszawskiej zaśpiewała również Zofię w Halce S. Moniuszki (2004, w reż. Marii Fołtyn), Rozynę w Cyruliku sewilskim G. Rossiniego (2007, pod dyr. Willa Crutchfielda), Violettę w Traviacie G. Verdiego (wznowienie 2015 i 2017, w reż. Mariusza Trelińskiego), Hannę w Strasznym Dworze S. Moniuszki (2016, w reż. Davida Pountneya, pod dyr. Andreya Yurkevycha), tytułową partię Goplany w operze W. Żeleńskiego.

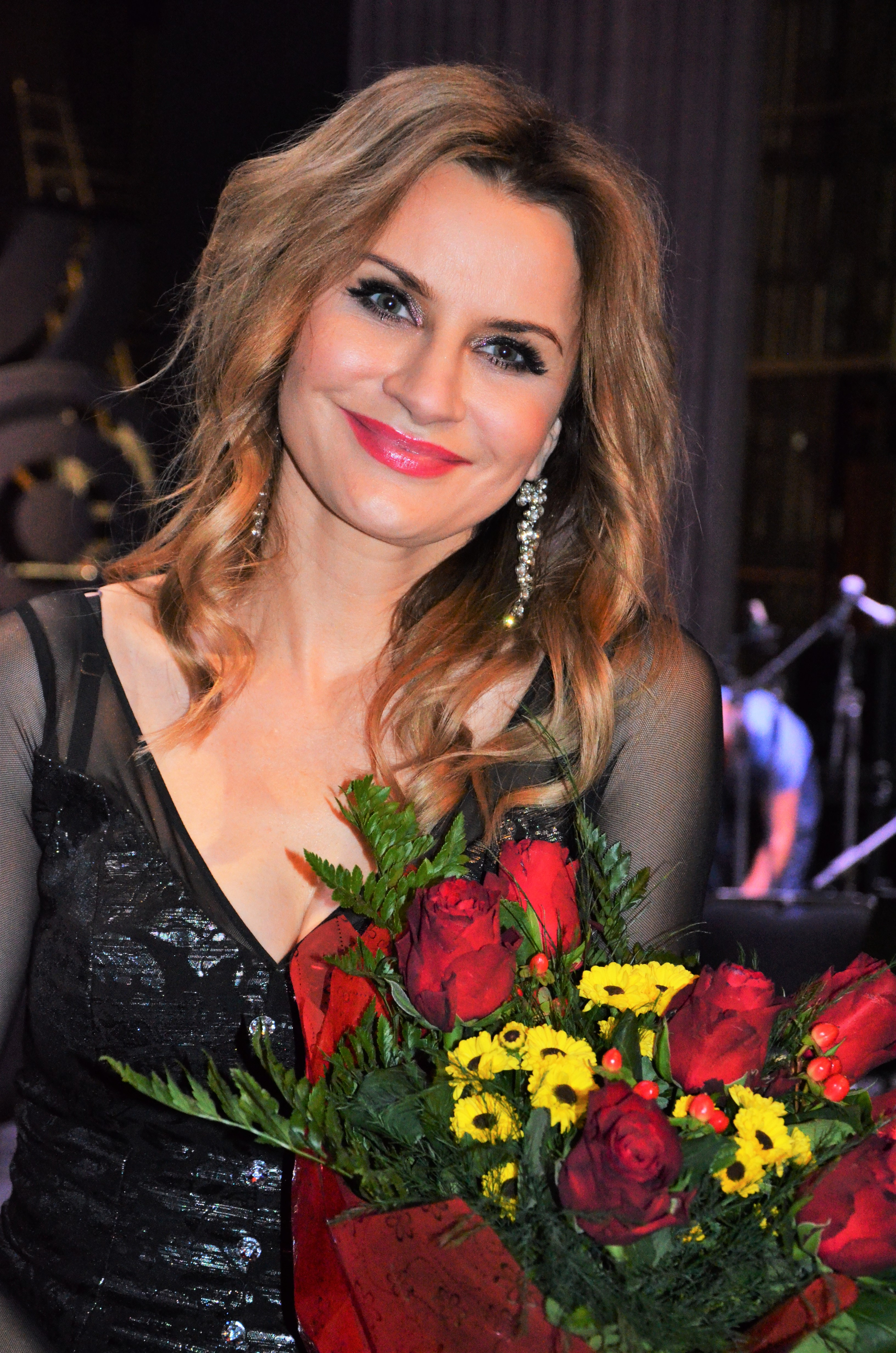
Edyta Piasecka, Warszawa 2017 (fot. T. Pasternak)

Podczas festiwalu Sacrum Profanum w Krakowie wzięła udział w widowisku Carmina Burana (w reż. Pawła Orskiego), a także w koncercie Last Night of the Proms in Cracow 2003.
W roku 2010 wykonała koncertowo tytułową partię Normy w operze V. Belliniego (u boku Zorana Todorovicha pod dyr. Pawła Przytockiego).
W roku 2011 po raz pierwszy wykonała partię sopranową w Messa da Requiem G. Verdiego (ze Stefanią Toczyską pod dyr. Kaia Bumanna), podczas inauguracji Gdańskiego Festiwalu Muzycznego w Katedrze Oliwskiej, wzięła udział w inauguracji sezonu Toruńskiej Orkiestry Symfonicznej (w Angelusie Wojciecha Kilara pod dyr. Mirosława Jacka Błaszczyka).
W 2015 roku wystąpiła w Cyganerii G. Pucciniego w partii Mimi (wersja koncertowa pod dyrekcją Tadeusza Wojciechowskiego w Filharmonii Podkarpackiej).
Wzięła udział w internetowych transmisjach operowych dzieł polskich na Opera Platform, emitowanych z warszawskiego Teatru Wielkiego: Straszny dwór (Hanna, 2015) oraz Goplana (partia tytułowa, 2016), przedstawienie zdobyło „Operowego Oscara” – International Opera Awards w kategorii „Dzieło odkryte na nowo”.
W marcu 2017 wystąpiła ponownie w Teatrze Wielkim w Warszawie jako Fiorilla w Turku we Włoszech G. Rossiniego (reż. Christopher Alden, dyr. Andrey Yurkevych), zyskując znakomite recenzje.
W październiku 2017 uczestniczyła w obchodach 50-lecia pracy artystycznej Jitki Stokalskiej, w Warszawskiej Operze Kameralnej, wykonując partię Rozyny w Cyruliku sewilskim G. Rossinego. W listopadzie 2017 uczestniczyła w inauguracji X Międzynarodowego Konkursu Dyrygentów im. G. Fitelberga, wykonując II Symfonię „Kopernikowską” Henryka Mikołaja Góreckiego.
W czerwcu 2018 wzięła udział w premierze Rigoletta w łódzkim Teatrze Wielkim (dyr. Tadeusz Kozłowski, reż. Paolo Bosisio), kreując Gildę u boku Andrzeja Dobbera. W sierpniu 2018 wzięła udział w nagraniu Strasznego dworu (partia Hanny) z Orkiestrą XVIII Wieku pod dyrekcją Grzegorza Nowaka.
W listopadzie 2018 wzięła udział w premierze Cyrulika sewilskiego (Rozyna, Opera Bałtycka, dyr. J. Florencio), wystąpiła także w koncercie sylwestrowym w TWON.
W 2019 zaśpiewała w Filharmonía Baltica (Gala karnawałowa, dyr. R. Silva) i w Filharmonii w Białymstoku (Gala karnawałowa, dyr. M. J Błaszczyk).
W 2025 roku wcieliła się w postać Violetty Valery w Traviacie G. Verdiego w Teatrze Wielkim w Łodzi. (reżyseria Pia Partum, dyrygent Francesco di Mauro).

## Działalność i współpraca artystyczna

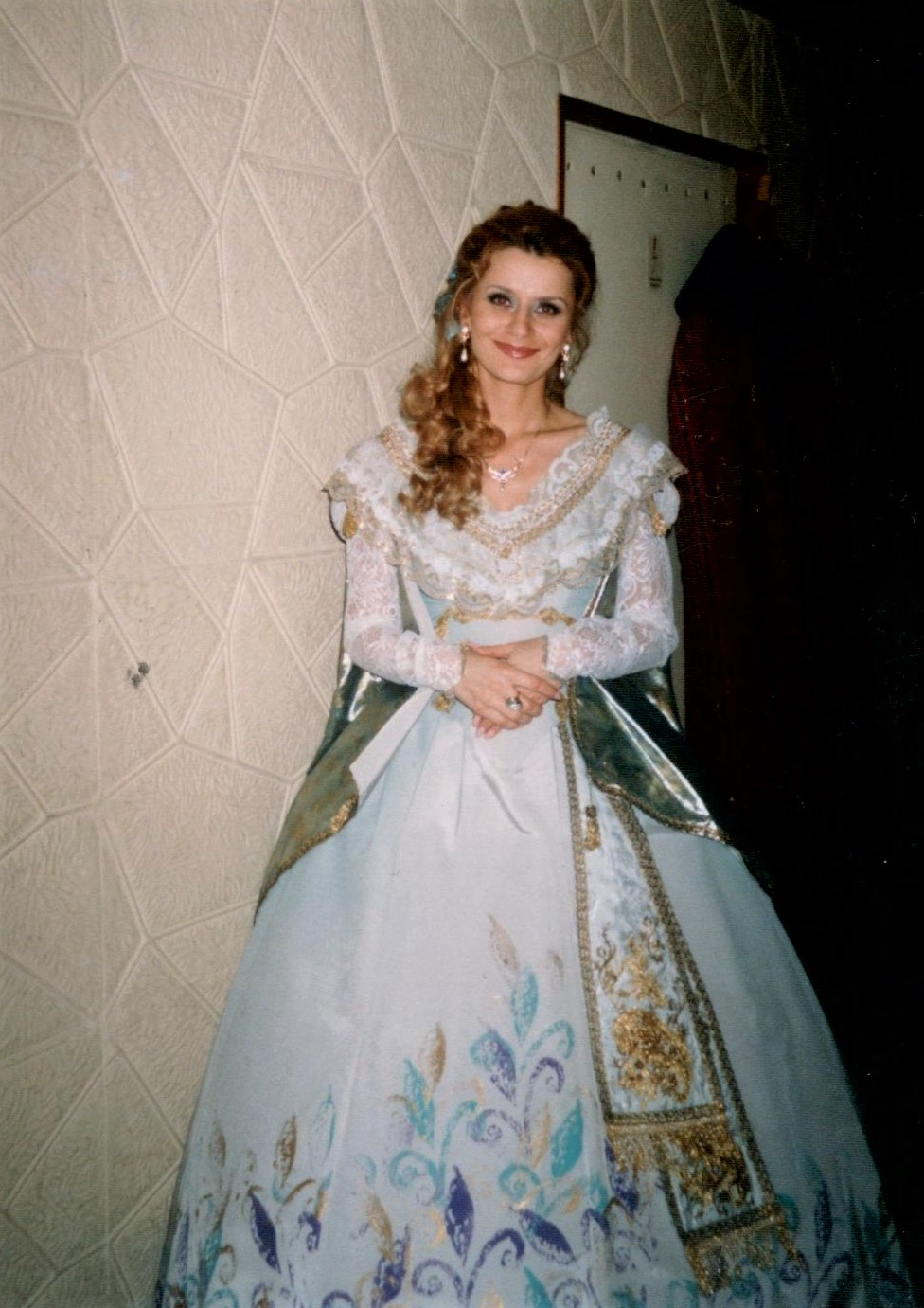
Edyta Piasecka jako Zofia w Halce S. Moniuszki (reż. Maria Fołtyn), Warszawa, 2007 (fot. T. Pasternak)

Współpracowała z wieloma polskimi dyrygentami (m.in. Mirosławem Jackiem Błaszczykiem, Wiktorem Bockmannem, Tomaszem Bugajem, Kaiem Bumannem, Sławomirem Chrzanowskim, José Maria Florêncio, Czesławem Grabowskim, Robertem Kabarą, Tadeuszem Kozłowskim, Ewą Michnik, Wojciechem Michniewskim, Grzegorzem Nowakiem, Nicolą Paszkowskim, Markiem Pijarowskim, Januszem Przybylskim, Pawłem Przytockim, Wojciechem Rajskim, Piotrem Sułkowskim, Andrzejem Straszyńskim, Kazimierzem Wienckiem, Antonim Wicherkiem, Piotrem Wijatkowskim, Sławkiem Wróblewskim, Tomaszem Tokarczykiem, Piotrem Wajrakiem, Tadeuszem Wojciechowskim, Tadeuszem Zatheyem) oraz zagranicznymi (m.in. Francesco di Mauro, Rolandem Baderem, Willem Crutchfieldem, M. Fitzgeraldem, Volkerem Schmidtem-Gertenbachem, Walterem Wellerem, Andrijem Jurkewyczem, Michaelem Zilmem, a także z Alberto Zeddą),
Występuje na scenach operowych: Teatr Wielki w Warszawie, Warszawska Opera Kameralna, Opera Krakowska, Teatr Wielki w Łodzi, Opera Nova w Bydgoszczy, Opera Bałtycka, Opera Wrocławska, Opera i Filharmonia Podlaska, Teatr Wielki w Budapeszcie (Węgierska Opera Państwowa).
Współpracuje i koncertuje w: Filharmonii Krakowskiej, NOSPR w Katowicach, Filharmonii Śląskiej, Filharmonii Dolnośląskiej w Jeleniej Górze, Filharmonii Łódzkiej, Filharmonii Poznańskiej, Filharmonii Zabrzańskiej, Filharmonii Bałtyckiej w Gdańsku, Filharmonii Pomorskiej w Bydgoszczy, Filharmonii Narodowej, Filharmonii Częstochowskiej, Filharmonii Podkarpackiej, Mazowieckim Teatrze Muzycznym w Warszawie.
Występuje z Toruńską Orkiestrą Symfoniczną, Polską Orkiestrą Sinfonia Iuventus w Warszawie, Orkiestrą Sinfonietta Cracovia.
Uczestniczyła w wielu krajowych i zagranicznych festiwalach, m.in. Sacrum Profanum w Krakowie, Internachionale Orgel Woche Musica Sacra w Norymberdze, Festival delle nazioni w Citta di Castello we Włoszech, Festiwal im. Jana Kiepury w Krynicy, Festiwal Viva il canto w Cieszynie, Festiwal Letni Operowy w Krakowie, Międzynarodowy Festiwal Muzyczny w Mielcu, Festiwal Muzyczny w Łańcucie, Międzynarodowy Festiwal Muzyczny im. Krystyny Jamroz w Busku-Zdroju, Festiwal Viva! Canaletto w Warszawie – Opera Narodowa, 6 Festiwal im. J. Waldorffa w Radziejowicach, Festiwal Letni w Muzeum Karola Szymanowskiego, willa „Atma” w Zakopanem, Festiwal Kompozytorów Polskich, Festiwal Sopot Classic w Operze Leśnej (Gala muzyki francuskiej). Wystąpiła także na: Festiwal Gloria (Białystok 2018), Festiwal Muzyki Polskiej w Bielsku-Białej (dyr. M. Wroniszewski).
Występowała w Belgii, Holandii, USA, Danii i Kuwejcie.

## Działalność pedagogiczna
Od kilku lat prowadzi działalność pedagogiczną, rozwijając młode talenty wokalne. Jej studenci zdobywają tytuły finalistów na międzynarodowych konkursach wokalnych takich jak: International Monika Swarowska-Walawska Vocal Competition, Międzynarodowy Konkurs Musicalowo-Operetkowy w Krakowie, International Vocal Competition Viva Calisia. Zasiada w jury konkursów wokalnych: Międzynarodowy Festiwal Pieśni Legionowej 2025 (przewodnicząca jury), Międzynarodowy Konkurs Musicalowo-Operetkowu w Krakowie 2023, International Monika Swarowska-Walawska Vocal Competition. Jest zapraszana jako wykładowca podczas mastreclasses m.in. poprowadziła warsztaty wokalne dla uczniów wydziału wokalnego w Zespole Szkół Muzycznych im. S. Moniuszki w Łodzi (2025)..

## Repertuar

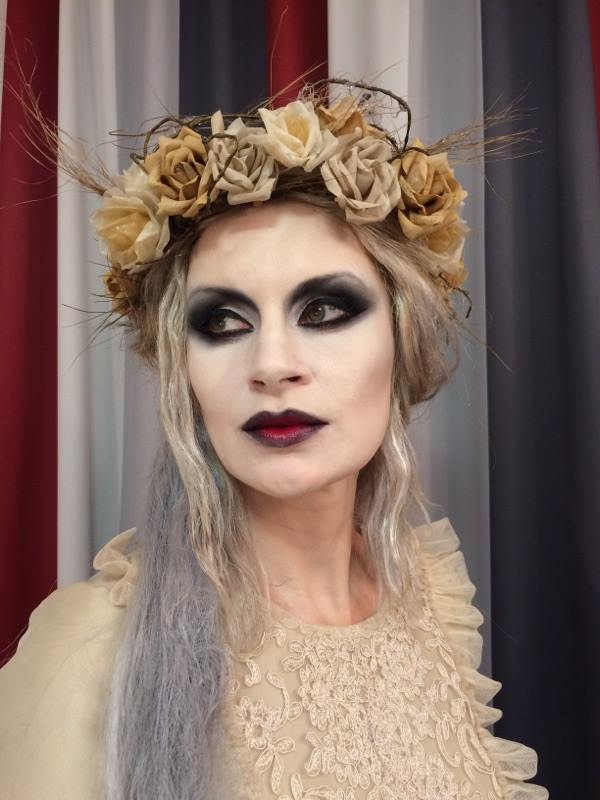
Edyta Piasecka jako Goplana w tytułowej roli opery Władysława Żeleńskiego (archiwum prywatne)

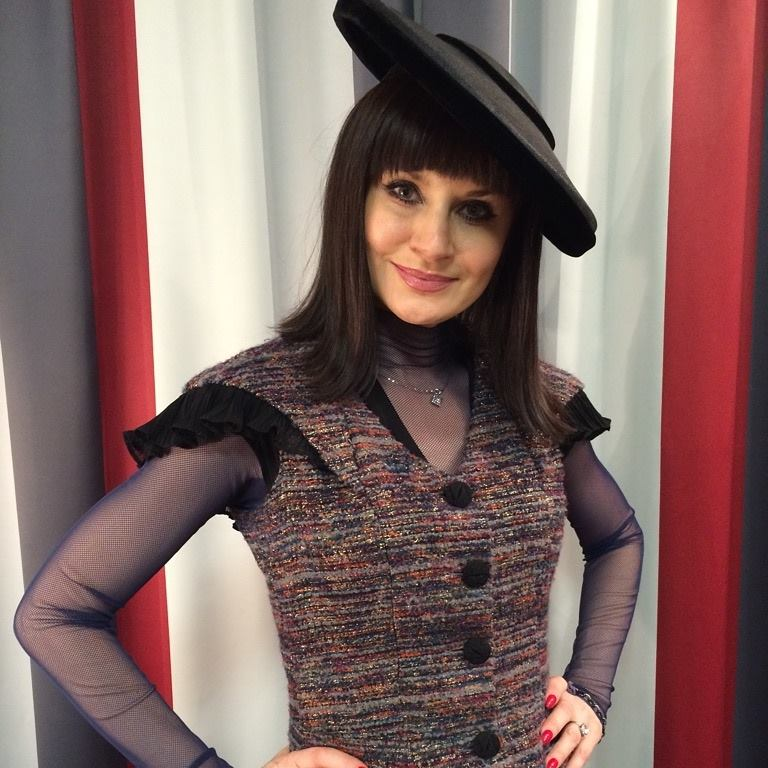
Edyta Piasecka jako Fiorilla w Turku we Włoszech Gioacchina Rossiniego (archiwum prywatne)

### Partie operowe
- Adolphe Adam, Le toréador, Koralina
- Vincenzo Bellini, Norma (partia tytułowa)
- Georges Bizet, Carmen, Micaela
- Gaetano Donizetti, Łucja z Lammermooru (partia tytułowa)
- Zygmunt Krauze, Bona Sforza, Bona, Królowa
- Karol Kurpiński, Jadwiga Królowa Polski, Jadwiga
- Ruggero Leoncavallo, Pajace, Nedda
- Stanisław Moniuszko, Halka, Zofia
- S. Moniuszko, Straszny dwór, Hanna
- Wolfgang Amadeus Mozart, Così fan tutte, Fiordiriligi
- Wolfgang Amadeus Mozart, Czarodziejski flet, Królowa Nocy
- Wolfgang Amadeus Mozart, Don Giovanni, Donna Anna
- Wolfgang Amadeus Mozart, Wesele Figara, Hrabina
- Giacomo Puccini, Cyganeria, Mimi, Musetta
- Gioachino Rossini, Cyrulik sewilski, Rozyna
- Gioachino Rossini, Podróż do Reims, Hrabina di Folleville
- Gioachino Rossini, Turek we Włoszech, Fiorilla
- Giuseppe Verdi, Rigoletto, Gilda
- Giuseppe Verdi, Traviata, Violetta (partia tytułowa)
- Władysław Żeleński, Goplana (partia tytułowa)

### Operetka
- Johann Strauss, Zemsta nietoperza, Rozalinda
- Józef Beer, Polskie wesele, Jadzia
- Imre Kalman, Hrabina Marica, Marica

### Oratoria i dzieła symfoniczne
- Henryk Mikołaj Górecki, II Symfonia „Kopernikowska”
- Henryk Mikołaj Górecki, III Symfonia pieśni żałosnych
- Henryk Mikołaj Górecki, Ad Matrem
- Wojciech Kilar, Angelus
- Wojciech Kilar, Te deum
- Wojciech Kilar, Wokaliza
- Włodzimierz Krawczyński, oratorium „Jak Ojciec i Syn”
- Włodzimierz Krawczyński, oratorium „Modlitwa do Jana Pawła II”
- Gustav Mahler, II Symfonia c-moll
- Wolfgang Amadeus Mozart, Exsultate, jubilate
- Wolfgang Amadeus Mozart, Msza Koronacyjna
- Wolfgang Amadeus Mozart, Requiem;
- Wolfgang Amadeus Mozart, Grabmusik
- Carl Orff, Carmina Burana
- Giovanni Battista Pergolesi, Stabat Mater
- Gioacchino Rossini, Mała Msza Uroczysta (Petite Messe Solennelle)
- Gioacchino Rossini, Stabat Mater
- Franz Schubert, Msza As-dur
- Karol Szymanowski, Litania
- Karol Szymanowski, Stabat Mater
- Antonio Vivaldi, Gloria
- Giuseppe Verdi, Quatro pezzi sacri
- Giuseppe Verdi, Requiem
- Heitor Villa-Lobos, Bachianas Brasileiras

### Pieśni kompozytorów polskich
- Fryderyk Chopin
- Witold Friemann
- Mieczysław Karłowicz
- Juliusz Łuciuk
- Witold Lutosławski
- Artur Malawski
- Stanisław Moniuszko
- Stanisław Niewiadomski
- Ignacy Jan Paderewski
- Kleofas Ogiński
- Piotr Perkowski
- Karol Szymanowski
- Władysław Żeleński

## Nagrody
- 1997: I miejsce na Kursie Mistrzowskim dla Śpiewaków Operowych, organizowanym przez prof. Ryszarda Karczykowskiego;
- 1998: Nagroda specjalna dla najlepszego głosu żeńskiego i udział w koncertach z cyklu Promocja Polskich Talentów w Austrii (koncerty w Eisenstadt i Baden)
- 2004: Nominacja do nagrody Paszporty Polityki w kategorii Muzyka poważna;
- 2008: Nagroda im. A. Hiolskiego Nagroda im. A. Hiolskiego ustanowiona przez Fundację „Opera” i Ogólnopolski Klub Miłośników Opery „Trubadur” za „Debiut operowy” – rola Hrabiny di Folleville w polskiej prapremierze Podróży do Reims G. Rossiniego w Teatrze Wielkim w Warszawie, V edycja[7];
- Nagroda „Gwiazda wokalistyki”: 47. Festiwal im. Jana Kiepury w Krynicy.